# 拉克索市镇
拉克索市镇（瑞典語：Laxå kommun）是瑞典中部厄勒布鲁省的一个市镇。其治所位于拉克索。